# Großer Preis von Italien 2024
Der Große Preis von Italien 2024 (offiziell Formula 1 Pirelli Gran Premio d’Italia 2024) fand am 1. September auf dem Autodromo Nazionale di Monza in Monza statt und war das 16. Rennen der Formel-1-Weltmeisterschaft 2024.

## Bericht

### Hintergründe
Nach dem Großen Preis der Niederlande führte Max Verstappen mit 70 Punkten vor Lando Norris und mit 103 Punkten vor Charles Leclerc. In der Konstrukteurswertung führte Red Bull mit 30 Punkten vor McLaren und mit 64 Punkten vor Ferrari.
Beim Großen Preis von Italien stellte Pirelli den Fahrern die Reifenmischungen C3 Hard (weiß), C4 Medium (gelb) und C5 Soft (rot) sowie Cinturato Intermediates (grün) und Cinturato Full-Wets (blau) für nasse Bedingungen zur Verfügung.
Im Vorfeld des Rennwochenendes gab es einen Fahrerwechsel: Williams gab am 27. August bekannt, dass Test- und Ersatzfahrer Franco Colapinto das Cockpit von Logan Sargeant für den Rest der Saison übernehmen wird. Colapinto gab damit bei diesem Grand Prix sein Debüt und war der erste Argentinier seit Gastón Mazzacane beim Großen Preis von San Marino 2001, der an einem Grand Prix antrat.
Über das Rennwochenende gab es zudem vereinzelt Proteste von Mitarbeitern der Motorenfabrik von Renault in Viry-Châtillon, die gegen die geplante Einstellung des Motorenprojekts und die damit einhergehende Schließung des Standorts demonstrierten.
Kevin Magnussen (zehn), Sergio Pérez, Fernando Alonso (jeweils acht), Lance Stroll (fünf), Verstappen, Lewis Hamilton (jeweils vier), Esteban Ocon (drei), George Russell, Nico Hülkenberg, Daniel Ricciardo, Yuki Tsunoda, Valtteri Bottas, Zhou Guanyu (jeweils zwei) und Carlos Sainz jr. (einer) gingen mit Strafpunkten ins Rennwochenende.
Mit Hamilton (fünfmal), Alonso, Verstappen (jeweils zweimal), Leclerc, Pierre Gasly und Ricciardo (jeweils einmal) traten sechs ehemalige Sieger zu diesem Grand Prix an.
Als Rennkommissare für dieses Rennwochenende fungierten Garry Connelly (AUS), Mathieu Remmerie (BEL), Johnny Herbert (GBR) und Valerio Brizzolari (ITA).

### Training
Im ersten freien Training fuhr Verstappen mit 1:21,676 Minuten die Bestzeit vor Leclerc und Norris. Die Session wurde zwischenzeitlich durch einen Unfall unterbrochen: Mercedes-Junior Andrea Kimi Antonelli, welcher für diese Session den Boliden von Russell übernahm, drehte sich in der Alboreto-Kurve von der Strecke und schlug in die Barriere ein.
Im zweiten freien Training war Hamilton mit einer Zeit von 1:20,738 Minuten Schnellster vor Norris und Sainz jr. Die Session wurde ebenfalls durch einen Unfall unterbrochen, nachdem Magnussen seinen Haas in Lesmo 2 verlor.
Im dritten freien Training erzielte Hamilton mit 1:20,117 Minuten erneut die Bestzeit vor Russell und Leclerc.

### Qualifying
Das Qualifying bestand aus drei Teilen mit einer Nettolaufzeit von 45 Minuten. Im ersten Qualifying-Segment (Q1) hatten die Fahrer 18 Minuten Zeit, um sich für das Rennen zu qualifizieren. Alle Fahrer, die im ersten Abschnitt eine Zeit erzielten, die maximal 107 Prozent der schnellsten Rundenzeit betrug, qualifizierten sich für das Rennen. Die besten 15 Fahrer erreichten den nächsten Qualifikationsabschnitt. Norris war Schnellster. Tsunoda, Stroll, Colapinto sowie beide Kick Sauber-Piloten schieden aus.
Der zweite Abschnitt (Q2) dauerte 15 Minuten. Die schnellsten zehn Piloten qualifizierten sich für den dritten Teil des Qualifyings. Hamilton war Schnellster. Alonso, Ricciardo, Magnussen sowie beide Alpine-Piloten schieden aus.
Der letzte Abschnitt (Q3) ging über eine Zeit von zwölf Minuten, in denen die ersten zehn Startpositionen vergeben wurden. Norris erzielte mit einer Rundenzeit von 1:09,673 Minuten die Bestzeit vor Oscar Piastri und Russell. Es war Norris’ fünfte Pole-Position sowie McLarens erste Pole-Position in Monza seit 2012.

### Rennen
Beim Start konnte Norris die Führung zunächst behalten, wurde jedoch in Kurve vier schließlich von seinem Teamkollegen Piastri überholt, auch Leclerc konnte durchschlüpfen. Nach sieben Runden lagen die ersten acht Piloten innerhalb von 9,8 Sekunden voneinander entfernt. Das Schlusslicht bildete dabei Russell, der sich bei einem Kontakt mit Piastri in der ersten Kurve direkt nach dem Start einen Schaden an seinem Frontflügel zuzog. Als er diesem bei seinem ersten Boxenstopp wechselte, fiel er auf Rang 16 zurück.
In Runde 14 kam Norris zu seinem ersten Stopp mit der Absicht, Leclerc zu überholen. Dieser stoppte eine Runde später und fiel hinter Norris zurück, der Undercut war also erfolgreich. In Runde 18 folgten Sainz jr. und Verstappen. Letzterer fiel durch einen langsamen Boxenstopp zurück.
McLaren funkte an seine Piloten, dass die beiden im Rahmen der Papaya Rules fahren dürfen. Wie McLaren-CEO Zak Brown nach dem Rennen in einem Interview erklärte, bedeutete dies, dass die beiden auf der Strecke hart, aber sauber gegeneinander kämpfen dürfen, solange sie nicht miteinander kollidierten.
Schnell deutete sich an, dass die Fahrer, die früher zum ersten Stopp kamen, das Rennen auf ihren Reifen nicht zu Ende fahren konnten und noch mal zum Stopp kommen würden. So legte Norris einen weiteren Stopp in Runde 33 ein, in der Hoffnung Leclerc und Piastri erneut undercutten zu können. Auch Piastri funkte in Runde 37, dass er wahrscheinlich noch einmal stoppen müssen werde. In der nachsten Runde geschah genau dies, Leclerc übernahm daraufhin die Führung. Dieser verzichtete wie auch Teamkollege Sainz jr. darauf, noch einmal zu stoppen. Am Ende von Runde 44 war Piastri an den zu diesem Zeitpunkt Zweitplatzierten Sainz jr. herangefahren, welchen er in Runde 45 schließlich in der Ascari-Schikane überholen konnte. In Runde 48 ging auch Norris vorbei. Beiden McLaren gelang es in den verbleibenden Runden jedoch nicht mehr, Leclerc einzuholen.
Leclerc gewann das Rennen somit vor Piastri und Norris. Es war Leclercs siebter Rennsieg sowie der erste Sieg für Ferrari bei ihrem Heimrennen seit 2019, wo ebenfalls Leclerc gewann. Die restlichen Punkteplatzierungen belegten Sainz jr., Hamilton, Verstappen, Russell, Pérez, Alexander Albon und Magnussen. Norris erzielte die schnellste Rennrunde und erhielt dafür einen zusätzlichen Punkt.
In der Fahrerwertung verkürzten Norris und Leclerc weiter den Rückstand auf den führenden Verstappen. In der Konstrukteursmeisterschaft rückten parallel dazu McLaren und Ferrari weiter an Red Bull heran.

## Meldeliste
| Team                          | Nr. | Fahrer                | Chassis                           | Motor      | Reifen |
| ----------------------------- | --- | --------------------- | --------------------------------- | ---------- | ------ |
| Oracle Red Bull Racing        | 01  | Max Verstappen        | Red Bull Racing RB20              | Honda RBPT | P      |
| Oracle Red Bull Racing        | 11  | Sergio Pérez          | Red Bull Racing RB20              | Honda RBPT | P      |
| Mercedes-AMG Petronas F1 Team | 63  | George Russell        | Mercedes-AMG F1 W15 E Performance | Mercedes   | P      |
| Mercedes-AMG Petronas F1 Team | 44  | Lewis Hamilton        | Mercedes-AMG F1 W15 E Performance | Mercedes   | P      |
| Mercedes-AMG Petronas F1 Team | 12  | Andrea Kimi Antonelli | Mercedes-AMG F1 W15 E Performance | Mercedes   | P      |
| Scuderia Ferrari              | 16  | Charles Leclerc       | Ferrari SF-24                     | Ferrari    | P      |
| Scuderia Ferrari              | 55  | Carlos Sainz jr.      | Ferrari SF-24                     | Ferrari    | P      |
| McLaren F1 Team               | 81  | Oscar Piastri         | McLaren MCL38                     | Mercedes   | P      |
| McLaren F1 Team               | 04  | Lando Norris          | McLaren MCL38                     | Mercedes   | P      |
| Aston Martin Aramco F1 Team   | 18  | Lance Stroll          | Aston Martin AMR24                | Mercedes   | P      |
| Aston Martin Aramco F1 Team   | 14  | Fernando Alonso       | Aston Martin AMR24                | Mercedes   | P      |
| BWT Alpine F1 Team            | 31  | Esteban Ocon          | Alpine A524                       | Renault    | P      |
| BWT Alpine F1 Team            | 10  | Pierre Gasly          | Alpine A524                       | Renault    | P      |
| Williams Racing               | 23  | Alexander Albon       | Williams FW46                     | Mercedes   | P      |
| Williams Racing               | 43  | Franco Colapinto      | Williams FW46                     | Mercedes   | P      |
| Visa Cash App RB F1 Team      | 03  | Daniel Ricciardo      | RB VCARB 01                       | Honda RBPT | P      |
| Visa Cash App RB F1 Team      | 22  | Yuki Tsunoda          | RB VCARB 01                       | Honda RBPT | P      |
| Stake F1 Team Kick Sauber     | 77  | Valtteri Bottas       | KICK Sauber C44                   | Ferrari    | P      |
| Stake F1 Team Kick Sauber     | 24  | Zhou Guanyu           | KICK Sauber C44                   | Ferrari    | P      |
| MoneyGram Haas F1 Team        | 20  | Kevin Magnussen       | Haas VF-24                        | Ferrari    | P      |
| MoneyGram Haas F1 Team        | 27  | Nico Hülkenberg       | Haas VF-24                        | Ferrari    | P      |

Anmerkungen
1. 1 2  Der Mercedes mit der Startnummer 12 wurde im ersten freien Training für Antonelli eingesetzt. Russell übernahm das Fahrzeug anschließend für das restliche Wochenende mit seiner Startnummer 63.

## Klassifikationen

### Qualifying
| Pos.                                                                      | Fahrer           | Konstrukteur                 | Q1       | Q2       | Q3       | Start |
| ------------------------------------------------------------------------- | ---------------- | ---------------------------- | -------- | -------- | -------- | ----- |
| 01                                                                        | Lando Norris     | McLaren-Mercedes             | 1:19,911 | 1:19,727 | 1:19,327 | 01    |
| 02                                                                        | Oscar Piastri    | McLaren-Mercedes             | 1:20,076 | 1:19,808 | 1:19,436 | 02    |
| 03                                                                        | George Russell   | Mercedes                     | 1:20,169 | 1:19,877 | 1:19,440 | 03    |
| 04                                                                        | Charles Leclerc  | Ferrari                      | 1:20,074 | 1:20,007 | 1:19,461 | 04    |
| 05                                                                        | Carlos Sainz jr. | Ferrari                      | 1:20,149 | 1:19,799 | 1:19,467 | 05    |
| 06                                                                        | Lewis Hamilton   | Mercedes                     | 1:20,477 | 1:19,641 | 1:19,513 | 06    |
| 07                                                                        | Max Verstappen   | Red Bull Racing-Honda RBPT   | 1:20,226 | 1:19,662 | 1:20,022 | 07    |
| 08                                                                        | Sergio Pérez     | Red Bull Racing-Honda RBPT   | 1:20,598 | 1:20,216 | 1:20,062 | 08    |
| 09                                                                        | Alexander Albon  | Williams-Mercedes            | 1:20,542 | 1:20,314 | 1:20,299 | 09    |
| 10                                                                        | Nico Hülkenberg  | Haas-Ferrari                 | 1:20,781 | 1:20,411 | 1:20,339 | 10    |
| 11                                                                        | Fernando Alonso  | Aston Martin Aramco-Mercedes | 1:20,617 | 1:20,421 | –        | 11    |
| 12                                                                        | Daniel Ricciardo | RB-Honda RBPT                | 1:20,901 | 1:20,479 | –        | 12    |
| 13                                                                        | Kevin Magnussen  | Haas-Ferrari                 | 1:20,856 | 1:20,698 | –        | 13    |
| 14                                                                        | Pierre Gasly     | Alpine-Renault               | 1:20,748 | 1:20,738 | –        | 14    |
| 15                                                                        | Esteban Ocon     | Alpine-Renault               | 1:20,764 | 1:20,766 | –        | 15    |
| 16                                                                        | Yuki Tsunoda     | RB-Honda RBPT                | 1:20,945 | –        | –        | 16    |
| 17                                                                        | Lance Stroll     | Aston Martin Aramco-Mercedes | 1:21,013 | –        | –        | 17    |
| 18                                                                        | Franco Colapinto | Williams-Mercedes            | 1:21,061 | –        | –        | 18    |
| 19                                                                        | Valtteri Bottas  | Kick Sauber-Ferrari          | 1:21,101 | –        | –        | 19    |
| 20                                                                        | Zhou Guanyu      | Kick Sauber-Ferrari          | 1:21,445 | –        | –        | 20    |
| 107-Prozent-Zeit: 1:25,504 min (bezogen auf Q1-Bestzeit von 1:19,911 min) |                  |                              |          |          |          |       |

### Rennen
| Pos.                                                               | Fahrer           | Konstrukteur                 | Runden | Stopps | Zeit        | Start | Schnellste Rennrunde |
| ------------------------------------------------------------------ | ---------------- | ---------------------------- | ------ | ------ | ----------- | ----- | -------------------- |
| 01                                                                 | Charles Leclerc  | Ferrari                      | 53     | 1      | 1:14:40,727 | 04    | 1:23,226 (33.)       |
| 02                                                                 | Oscar Piastri    | McLaren-Mercedes             | 53     | 2      | + 2,664     | 02    | 1:21,943 (53.)       |
| 03                                                                 | Lando Norris     | McLaren-Mercedes             | 53     | 2      | + 6,153     | 01    | 1:21,432 (53)        |
| 04                                                                 | Carlos Sainz jr. | Ferrari                      | 53     | 1      | + 15,621    | 05    | 1:23,219 (53.)       |
| 05                                                                 | Lewis Hamilton   | Mercedes                     | 53     | 2      | + 22,820    | 06    | 1:21,512 (53.)       |
| 06                                                                 | Max Verstappen   | Red Bull Racing-Honda RBPT   | 53     | 2      | + 37,932    | 07    | 1:21,745 (43.)       |
| 07                                                                 | George Russell   | Mercedes                     | 53     | 2      | + 39,715    | 03    | 1:22,036 (49.)       |
| 08                                                                 | Sergio Pérez     | Red Bull Racing-Honda RBPT   | 53     | 2      | + 54,148    | 08    | 1:22,971 (47.)       |
| 09                                                                 | Alexander Albon  | Williams-Mercedes            | 53     | 1      | + 1:07,302  | 09    | 1:23,918 (53.)       |
| 10                                                                 | Kevin Magnussen  | Haas-Ferrari                 | 53     | 1      | + 1:08,302  | 13    | 1:23,437 (51.)       |
| 11                                                                 | Fernando Alonso  | Aston Martin Aramco-Mercedes | 53     | 2      | + 1:08,495  | 11    | 1:22,944 (46.)       |
| 12                                                                 | Franco Colapinto | Williams-Mercedes            | 53     | 1      | + 1:21,308  | 18    | 1:23,728 (53.)       |
| 13                                                                 | Daniel Ricciardo | RB-Honda RBPT                | 53     | 1      | + 1:33,452  | 12    | 1:24,219 (52.)       |
| 14                                                                 | Esteban Ocon     | Alpine-Renault               | 52     | 1      | + 1 Runde   | 15    | 1:24,343 (52.)       |
| 15                                                                 | Pierre Gasly     | Alpine-Renault               | 52     | 2      | + 1 Runde   | 14    | 1:23,755 (51.)       |
| 16                                                                 | Valtteri Bottas  | Kick Sauber-Ferrari          | 52     | 1      | + 1 Runde   | 19    | 1:23,609 (52.)       |
| 17                                                                 | Nico Hülkenberg  | Haas-Ferrari                 | 52     | 2      | + 1 Runde   | 10    | 1:23,275 (44.)       |
| 18                                                                 | Zhou Guanyu      | Kick Sauber-Ferrari          | 52     | 1      | + 1 Runde   | 20    | 1:25,092 (17.)       |
| 19                                                                 | Lance Stroll     | Aston Martin Aramco-Mercedes | 52     | 3      | + 1 Runde   | 17    | 1:22,232 (52.)       |
| –                                                                  | Yuki Tsunoda     | RB-Honda RBPT                | 7      | 0      | DNF         | 18    | 1:26,198 (04.)       |
| Fahrer des Tages: Charles Leclerc (26,4 % der abgegebenen Stimmen) |                  |                              |        |        |             |       |                      |

Anmerkungen
1. ↑  Magnussen beendete das Rennen auf dem neunten Platz, erhielt allerdings eine Zehn-Sekunden-Zeitstrafe für eine Kollision und rutschte daher auf den zehnten Platz.
2. ↑  Ricciardo beendete das Rennen auf dem zwölften Platz, erhielt allerdings eine 15-Sekunden-Zeitstrafe und rutschte daher auf den 13. Platz.

## WM-Stände nach dem Rennen
Die ersten zehn des Rennens bekamen 25, 18, 15, 12, 10, 8, 6, 4, 2 bzw. 1 Punkt(e). Zusätzlich wurde ein Punkt für die schnellste Rennrunde vergeben, da der betreffende Fahrer unter den ersten Zehn ins Ziel kam.

### Fahrerwertung
| Pos. | Fahrer           | Konstrukteur                 | Punkte |
| ---- | ---------------- | ---------------------------- | ------ |
| 01   | Max Verstappen   | Red Bull Racing-Honda RBPT   | 303    |
| 02   | Lando Norris     | McLaren-Mercedes             | 241    |
| 03   | Charles Leclerc  | Ferrari                      | 217    |
| 04   | Oscar Piastri    | McLaren-Mercedes             | 197    |
| 05   | Carlos Sainz jr. | Ferrari                      | 184    |
| 06   | Lewis Hamilton   | Mercedes                     | 164    |
| 07   | Sergio Pérez     | Red Bull Racing-Honda RBPT   | 143    |
| 08   | George Russell   | Mercedes                     | 128    |
| 09   | Fernando Alonso  | Aston Martin Aramco-Mercedes | 50     |
| 10   | Lance Stroll     | Aston Martin Aramco-Mercedes | 24     |
| 11   | Nico Hülkenberg  | Haas-Ferrari                 | 22     |

| Pos. | Fahrer           | Konstrukteur        | Punkte |
| ---- | ---------------- | ------------------- | ------ |
| 12   | Yuki Tsunoda     | RB-Honda RBPT       | 22     |
| 13   | Daniel Ricciardo | RB-Honda RBPT       | 12     |
| 14   | Pierre Gasly     | Alpine-Renault      | 8      |
| 15   | Oliver Bearman   | Ferrari             | 6      |
| 16   | Kevin Magnussen  | Haas-Ferrari        | 6      |
| 17   | Alexander Albon  | Williams-Mercedes   | 6      |
| 18   | Esteban Ocon     | Alpine-Renault      | 5      |
| 19   | Zhou Guanyu      | Kick Sauber-Ferrari | 0      |
| 20   | Logan Sargeant   | Williams-Mercedes   | 0      |
| 21   | Franco Colapinto | Williams-Mercedes   | 0      |
| 22   | Valtteri Bottas  | Kick Sauber-Ferrari | 0      |

### Konstrukteurswertung
| Pos. | Konstrukteur                 | Punkte |
| ---- | ---------------------------- | ------ |
| 01   | Red Bull Racing-Honda RBPT   | 446    |
| 02   | McLaren-Mercedes             | 438    |
| 03   | Ferrari                      | 407    |
| 04   | Mercedes                     | 292    |
| 05   | Aston Martin Aramco-Mercedes | 74     |

| Pos. | Konstrukteur        | Punkte |
| ---- | ------------------- | ------ |
| 06   | RB-Honda RBPT       | 34     |
| 07   | Haas-Ferrari        | 28     |
| 08   | Alpine-Renault      | 13     |
| 09   | Williams-Mercedes   | 6      |
| 10   | Kick Sauber-Ferrari | 0      |